# Буяново (Вологодская область)
Буяново — деревня в Вологодском районе Вологодской области.
Входит в состав Кубенского сельского поселения, с точки зрения административно-территориального деления — в Кубенский сельсовет.
Расстояние по автодороге до районного центра Вологды — 34 км, до центра муниципального образования Кубенского — 4 км. Ближайшие населённые пункты — Шушково, Вецкое, Легкое, Ермолино, Тимофеево.
По переписи 2002 года население — 3 человека.